# Księga Hanów
Księga Hanów, chiń. 汉书 (zwana także Księgą Wcześniejszych Hanów) – dzieło historyczne opisujące dzieje Wczesnej (Zachodniej) dynastii Han (206 p.n.e. - 25 n.e.), zaliczane do zbioru Dwudziestu czterech historii, wraz z „Zapiskami historyka” stanowiące model dla całej późniejszej tradycyjnej historiografii chińskiej.
Pisanie „Księgi Hanów” rozpoczął Ban Biao (3 - 54), urzędnik na dworze cesarza Guangwu (25 - 57). Zamierzał on stworzyć dzieło będące kontynuacją „Zapisków historyka” Sima Qiana. Zebrał on do niego wiele materiałów, lecz większość „Księgi Hanów” napisał jego syn, Ban Gu (32 - 92). Także jemu jednak nie udało się go ukończyć. Uczyniła to dopiero siostra Ban Gu, Ban Zhao (ok. 48 - ok. 116). 
„Księga Hanów” dzieli się tak samo jak „Zapiski historyka” na roczniki, traktaty monograficzne i biografie, jednak nie zawiera tablic chronologicznych i dziejów rodów książęcych, które były zbyteczne w sytuacji istnienia tylko jednego rodu cesarskiego. Podział zastosowany w „Księdze Hanów” został przyjęty przez wszystkie następne chińskie kroniki dynastyczne. Część traktatów to inkorporowane teksty innych autorów, takie np. jak skrócony katalog biblioteki cesarskiej sporządzony przez Liu Xina (zm. 23). Odnośnie do pierwszego wieku historii Hanów, który został opisany także w „Zapiskach historyka”, „Księga Hanów” niemal dosłownie je powtarza. W związku z tym istnieje także kontrowersja co do autentyczności obecnej wersji „Zapisków”, sugeruje się bowiem że ta ich część mogła zostać dosyć wcześnie wtórnie zastąpiona przez odpowiednie fragmenty z „Księgi Hanów”. Problem ten został już w osiemnastym wieku postawiony przez historyka Cui Shu (1740 - 1816).
Mimo ogromnego wpływu jaki „Zapiski historyka” wywarły na koncepcję „Księgi Hanów” istnieją pomiędzy nimi istotne różnice. „Zapiski historyka” miały być w zamyśle autora historią całej ludzkości od jej początków aż do jego czasów. „Księga Hanów” opisuje tylko historię jednej dynastii, przy czym Wang Manga (9 - 23) traktuje jako uzurpatora, poświęcając mu tylko odpowiednią biografię. Tym samym „Księga Hanów” stała się prototypem wszystkich przyszłych historii dynastycznych, ograniczonych do okresu jednej dynastii, który stał się podstawą tradycyjnej periodyzacji historii Chin. Oba dzieła stały się modelowe dla późniejszej historiografii nie tylko ze względu na swoją treść i koncepcję, ale także walory literackie. Zawsze były one uważane za wzór jasnej, literackiej prozy, uważa się jednak że styl „Księgi Hanów” jest nieco gorszy niż „Zapisków historyka”. Ban Gu żywił zamiłowanie do dawnej literatury i czasami używał archaizmów, podczas gdy „Zapiski historyka” napisane są językiem współczesnym.
„Księga Hanów” jest najstarszym źródłem historycznym zawierającym informacje o Japonii.